# Байрашевский, Омар Алиевич
Омар (Омер-Али) Алиевич (Александрович) Байрашевский (24 декабря 1874 — февраль 1949) — российский и советский медик, доктор медицинских наук, профессор, и. о. директора Дагестанского медицинского института (1936—1939). Автор около 40 научных работ, в том числе 10 монографий.

## Биография
Родился 24 декабря 1874 года. Его отца звали Александр был бедным чиновником из Слонима (ныне — Белоруссия), работал делопроизводителей казначейства. Его отца перевели на работу в Петрозаводск, там Омар с 1884 года учился в Олонецкой мужской гимназии, и с отличием окончил ее в 1892 году. В 1892 году после окончания гимназии поступил в Петербургскую военно-медицинскую академию (ныне Военно-медицинская академия имени С. М. Кирова), которую в 1897 году также окончил с отличием. После окончания академии он служит в Вооружённых силах Российской империи. Сначала он работает в Бобруйске, младшим врачом пехотного полка, после чего его переводят в Керчь, где он служит младшим врачом войскового лазарета, также он заведует терапевтическим и инфекционным отделениями, при лазарете он на собственные средства создаёт химико-бактериологическую лабораторию. Показав отличные успехи на службе в 1901 году его направляют в Одессу на полгода в командировку для усовершенствования. В 1906 году его направляют в научную командировку в Европу, где он работает в клиниках Берлина (1906—1907), Вены (1907) и Парижа (1908). Вернувшись в Российскую империю, он работает на кафедре гигиены Военно-медицинской академии. В 1910 году он защитил докторскую диссертацию при Военно-медицинской академии на тему: «Организация санитарной службы в главнейших европейских армиях». C 1911 года по 1914 годы он работает старшим врачом артиллерийской бригады и начальником сводного лазарета крупнейшего артиллерийского полигона в города Луга. В 1913 году его снова направляют в командировку на три месяца в Париж. За время пребывания в Европе он овладел французским и немецким языками. Во время Первой мировой войны он занимает должности начальника военного госпиталя, главного врача головного эвакопункта на Северном фронте, а в 1918 году он переводится в Казань, где работает консультантом крупного военного госпиталя. В конце 1918 года он его отправляют в командировку в Самару, под власть Александр Колчака и мобилизуется в белую армию, однако служит там недолго. В начале 1919 года он снова служит в рядах Красной Армии, работая на должностях начальника эвакопункта и начальника санитарного отдела Западно-Сибирского военного округа. В 1921 году по семейным причинам Байрашевский демобилизуется из армии и переезжает в Крым, где работает в Симферополе на медицинском факультете Крымского университета, на созданной им кафедре общей гигиены и госпитальной терапии. В 1922 году Байрашевский утверждается доцентом на этих кафедрах, а через три года в 1925 году создает кафедру экспериментальной гигиены и заведует отделом социальной гигиены Ялтинского туберкулезного института. В 1926 году по конкурсу он избирается профессором в Азербайджанский университет, где работает на кафедре социальной гигиены медицинского факультета. В июне 1932 года он по предложению Правительства Дагестанской АССР переезжает в Махачкалу, работает в Дагестанском медицинском институте. В Махачкале жил по адресу: ул. Буйнакского, д. 6, в так называемом «профессорском» доме. В сентябре 1934 года в Дагестанском мединституте он начинает преподавать. В 1935 году Байрашевский получает и учёное звание — профессор, учёную степень — доктор медицинских наук. В 1937 году по ложному доносу был арестован директор ДМИ Феодосий Бородулин, он находился в заключении до середины 1939 года. В то время исполняющим обязанности директора ДМИ был назначен Омар Алиевич Байрашевский. С 1940 года Байрашевский сложил с себя полномочия заместителя директора по учебно-научной части, работая заведующим кафедрой гигиены. В годы Великой Отечественной войны он работал в эвакогоспиталях Дагестанской АССР консультантом по санитарии и лечебному питанию раненых и больных. В феврале 1949 года его не стало.

## Труды
- «Организация санитарной службы в главнейших европейских армиях» (1910)

## Награды и звания
- Орден Святого Станислава (Российская империя) 3 степени (1911);
- Знак Почета;
- Медаль За оборону Кавказа;
- Медаль «За доблестный труд в Великой Отечественной войне 1941—1945 гг.»;
- Медаль За победу над Германией в Великой Отечественной войне 1941-1945 гг.;
- Отличник здравоохранения (СССР);
- Заслуженный деятель науки Дагестанской АССР;
- Заслуженный деятель науки РСФСР (1947).